# Zapora Gandhi Sagar

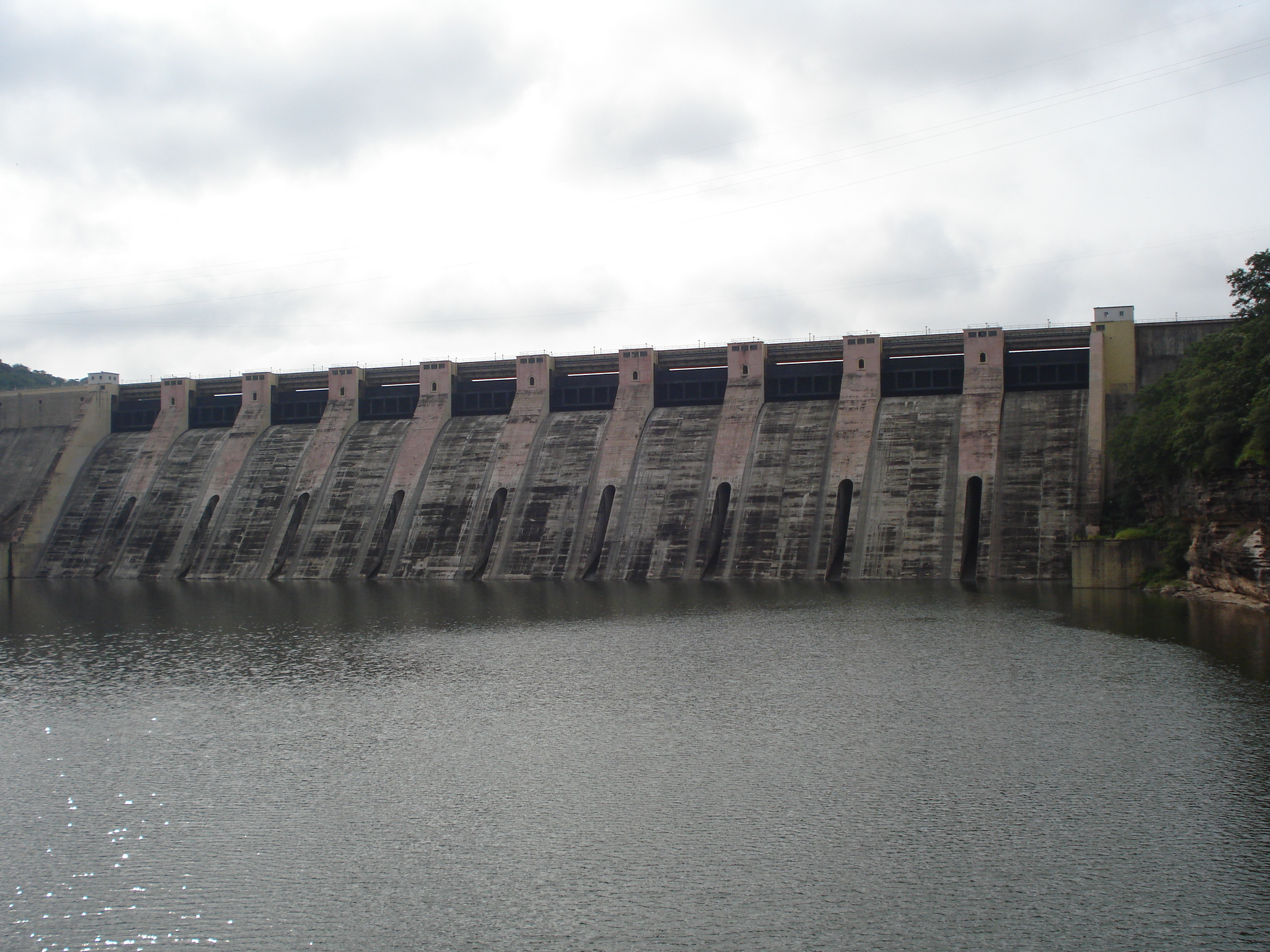
Zapora Gandhi Sagar

Zapora Gandhi Sagar (znana także jako Zapora Bhadra) – zapora i elektrownia wodna na rzece Chambal w stanie Madhya Pradesh (dystrykt Mandsaur) w Indiach. Jest jedną z czterech największych zapór wodnych wybudowanych na rzece Chambal. Kamień węgielny pod budowę zapory położony został przez indyjskiego premiera Jawaharlala Nehru 7 marca 1954 roku. 
Budowa zapory stanowi rezultat planu pięcioletniego, zaaprobowanego przez indyjski rząd w 1951 roku. Prace nad zaporą zakończone zostały w 1960 roku.
Całkowita długość obiektu wynosi 514 metrów, a jego maksymalna wysokość 62 metry. W ramach kompleksu funkcjonuje elektrownia wodna o mocy 115 MW, składająca się z pięciu turbin o mocy 23 MW.    
Sztuczny rezerwuar wodny powstały w wyniku budowy zapory jest drugim, po sztucznym zbiorniku powstałym w wyniku utworzenia Zapory Hirakud, największym zbiornikiem tego rodzaju w Indiach. Jego całkowita powierzchnia wynosi 723 km². Pojemność zbiornika wynosi 7,322 mld m³. 
W ramach zbiornika funkcjonuje rezerwat ochrony przyrody "Gandhi Sagar Wildlife Sanctuary" o powierzchni 36,7 tys. ha.
Konsekwencją powstania zapory stało się wysiedlenie z miejsca dotychczasowego zamieszkania około 51-61 tysięcy osób..        